# بيم ماتش شو وين آكي
غابة بيم ماتش شو وين آكي والذي يعني «الأرض التي تمنح الحياة» ويمثّل هذه الموقع منظراً طبيعياً تعبره الأنهار، وتملؤه البحيراتوالأراضي الرطبة والغابات الشمالية، جزءاً من أراضي أجداد قبائل الأنيشينابه، وهم مجموعة من السكان الأصليين الذين يعيشون على صيد الأسماك والحيوانات البرية والحصاد وجني الثمار. وتشمل الغابة أجزاءً من أراضي تابعة لأربعة مجتمعات محلية من قبائل الأنيشينابه، وهي: نهر بلادوین، وبحيرة «ليتل غراند رابيدز»، وبحيرة «بوينغاسي»، ونهر «البوبلار ريفر». ويقدّم الموقع مثالاً مميزاً على أحد التقاليد الثقافية الرامية إلى صون الأرض وحفظها والمعروف باسم " Ji-ganawendamang Gidakiiminaan" والذي يتمثل في احترام عطايا الخالق والحفاظ عليها واحترام جميع أشكال الحياة والحفاظ على علاقات متجانسة مع الآخرين. إذ يحتوي الموقع على شبكة متطورة من أماكن كسب الرزق والمواقع السكنية والطرق والمواقع الاحتفالية المرتبطة فيما بينها عبر مجموعة من الطرق المائية.
```
تم أدراجها على 
لائحة التراث العالمي
 في عام 2018.
```

## لائحة التراث العالمي
في 4 يوليو، 2018م الموافق ليوم الأربعاء، أدرجت لجنة التراث العالمي في منظمة الأمم المتحدة للتربية والعلم والثقافة في دورتها الثانية والأربعون التي تستضيفها البحرين، بيم ماتش شو وين آكي.

## وصلات خارجية
- www.landthatgiveslife.com
- www.pimachiowinaki.org